# 426 a.C.
Il 426 a.C. (CDXXVI a.C. in numeri romani) è un anno  del V secolo a.C.

## Eventi
- Roma
  - Tribuni consolari Tito Quinzio Peno Cincinnato, Gaio Furio Pacilo Fuso, Marco Postumio Albino Regillense e Aulo Cornelio Cosso
  - Dittatore Mamerco Emilio Mamercino per la terza volta
  - I romani sconfiggono la coalizione nemica di Veienti e Fidenati; Fidene viene saccheggiata e gli abitanti venduti come schiavi